# Darkoneta obscura
Darkoneta obscura is een spinnensoort uit de familie Archoleptonetidae. De wetenschappelijke naam van de soort werd voor het eerst geldig gepubliceerd in 1974 door Willis J. Gertsch.